# トール・リバティ
| 画像をアップロード |                                       |
| 船歴               |                                       |
| 起工               |                                       |
| 進水               |                                       |
| 竣工               | 1994年                                |
| その後             |                                       |
| 主要目             |                                       |
| 総トン数           | トン                                  |
| 載貨重量トン数     | 5,932 トン                            |
| 全長               | 97 m                                  |
| 幅                 | 16 m                                  |
| 喫水               | 5.6 m                                 |
| 速力               | 10.6ノット（平均） 12.4ノット（最大） |

トール・リバティ（MS Thor Liberty）は、デンマークの船会社トルコ・シッピング（Thorco Shipping）社が保有する英国のマン島籍の貨物船で、同島のダグラスに母港を置いている。
2011年12月13日にドイツ・エムデン港を発った「トール・リバティ」はフィンランド・コトカへ向けて航行中、嵐に遭遇し避難するために水先案内人を要請するもウクライナ人の乗員は付近の海図を所持していなかった。同年12月21日、嵐の一過後に「トール・リバティ」はコトカ港から中華人民共和国・上海へ向けて貨物を運び出港しようとしていたが、港内を巡回中のフィンランド交通安全局職員が爆薬に使用されるピクリン酸を発見したため警察に通報、捜索の結果花火と申告されていた積荷からパトリオット・ミサイル69発と160トンの爆発物が発見され防衛関連物資の違法輸出の疑いで捜査が開始され、約30人の船員の身柄が拘束され船長と一等航海士については事件への関与が疑われた。事件発覚当初は武器の第三国への不正輸出として報道された。
フィンランド国内法に基づけば爆発物については密閉されたコンテナに保管されるところ、中国行きの爆薬がこの規程を守っておらず積荷調査が実施される。ミサイルについてもフィンランド国防省による許可の元、合法な手続きを済ませた武器ならば国内通過できるものの、なぜか爆竹として記録されており不審な点が散見された。フィンランド警察当局は武器の出所や行き先については不明と伝え、トルコ・シッピング社も積荷の内容については知らなかったとしており「極めて特異な事案」として捜査する。12月22日、ドイツ連邦国防省は積荷のミサイルが経由地である大韓民国への正規輸出であることを明かす、爆発物については中国行きであったとフィンランド当局は推測する。
韓国国防省は中古となったパトリオット・ミサイルをドイツ政府から購入しており、事態収拾に向け韓国防衛事業庁とドイツ政府は迅速な行動を開始する。駐独韓国大使館はミサイルの購入手続きは適正であったが、輸送について通関手続きに何らかのミスがあったとしている。12月23日に輸送用コンテナをフィンランドに発送、爆薬を梱包しなおすとし、無事に作業が終了すれば12月26日に出航する予定。